# 当塞 (奥恩省)
当塞（法語：Dancé，法語發音：[dɑ̃se] ⓘ）是法国奥恩省的一个旧市镇，位于该省东南部，属于莫尔塔涅欧佩什区。2016年1月1日，当塞和相邻的另外5个市镇合并为新市镇佩尔什昂诺塞（Perche en Nocé）。

## 地理
当塞（48°21'47"N, 0°45'30"E）面积14.61 平方千米，位于法国诺曼底大区奧恩省，该省份为法国西北部内陆省份，北起顺时针与卡爾瓦多斯省、厄尔省、厄尔-卢瓦省、萨尔特省、马耶讷省和芒什省接壤。
与当塞接壤的市镇（或旧市镇、城区）包括：韦里耶尔、诺让勒罗特鲁、贝尔迪、圣皮埃尔-拉布吕耶尔。

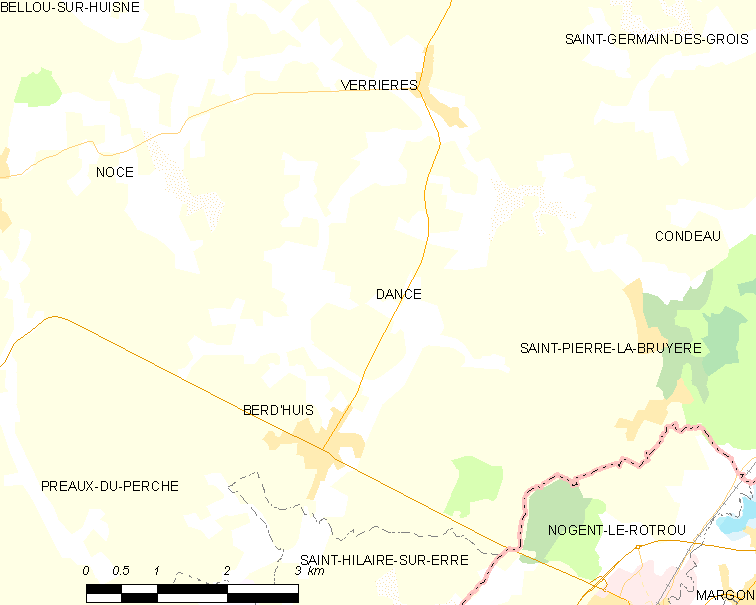
的OSM定位图

当塞的时区为UTC+01:00、UTC+02:00（夏令时）。

## 行政
当塞的邮政编码为61340，INSEE市镇编码为61144。

## 政治
当塞所属的省级选区为布勒通塞勒县。

## 人口

1962-2008年间人口变化图示

当塞于2018年1月1日时的人口数量为349人。